# Nagelheetmaker
Een nagelheetmaker, nagelpieper of nageljongen was een werkman op een scheepswerf, meestal nog een leerjongen, die de klinknagels verhitte vooraleer ze in het gat geklopt werden. Dit was nodig omdat de hitte de klinknagels deed uitzetten, waarna ze, eens geplaatst, opnieuw krompen en de erdoor verbonden platen strak tegen elkaar aan trokken.
Het beroep van nagelheetmaker werd doorgaans ingevuld door leerjongens die, afhankelijk van de periode, op 11- tot 14-jarige leeftijd aan de slag gingen. Tot halverwege de twintigste eeuw moesten zij de nagels zorgvuldig heet stoken in een kolenvuur; later kwamen elektrische vuurtjes in zwang. Hoewel ze toevertrouwd werd aan beginnelingen, was dit een delicate taak, omdat de nagels op de juiste temperatuur moesten blijven. Waren ze niet heet genoeg, dan konden ze niet genoeg krimpen, maar werden ze te heet gestookt, dan verloren ze tijdens het afkoelen hun capaciteit om naar behoren te krimpen of konden ze zelfs broos worden.

## Trivia
In verschillende gemeenten waar ooit scheepsbouwers actief waren, zijn straten genoemd naar deze jongens. Zo heeft Amsterdam een Nageljongenstraat (op de site van de vroegere NDSM) en Temse een Nagelheetmakerslaan (op de site van de voormalige Boelwerf).